# Quận Santa Barbara, California
Quận Santa Barbara là một quận nằm ở bờ Thái Bình Dương của khu vực phía nam của tiểu bang California, phía tây của quận Ventura. Năm 2000, quận này có dân số 399.347 người. Ước tính dân số quận này tháng 1 năm 2006 là 421.625 người. Quận lỵ là Santa Barbara.

## Lịch sử
Trong hàng ngàn năm, khu vực này là nơi cư trú của bộ lạc Chumash thuộc người Mỹ bản xứ.
Eo biển Santa Barbara đã nhận được tên như ngày nay từ nhà thám hiểm Tây Ban Nha Sebastian Vizcaino khi ông cho tàu tàu chạy vào vùng nước này năm 1602; ông đã vào eo biển này ngày 4 tháng 12, ngày lễ Santa Barbara. Tuy nhiên ông không phải là người châu Âu đầu tiên vào eo biển này mà là một nhà thám hiểm Bồ Đào Nha tên là Juan Rodriguez Cabrillo đã đến đây năm 1542.
Hội truyền giáo Santa Barbara đã được thành lập ngày 4 tháng 12 năm 1786 ở nơi mà ngày nay là Santa Barbara. Quận này lấy tên theo hội này.
Quận Santa Barbara là một trong 26 quận ban đầu của tiểu bang California, được thành lập năm 1850 vào thời điểm thành lập bang. Một số khu vực của quận đã được chuyển qua cho Ventura County năm 1872.